# Elecciones generales de Liberia de 1959
Las elecciones generales de Liberia de 1959 se realizaron el 5 de mayo del mencionado año para escoger al presidente para el período 1959-1963. El mandatario William Tubman, gobernante desde 1944, del Partido Whig Auténtico (TWP), obtuvo la victoria fácilmente al derrotar al candidato independiente William O. Davies Bright, quien obtuvo solo 55 votos en total. Fueron las últimas elecciones del período 1847-1980, durante el cual la minoría américo-liberiana dominó la vida política, económica y social de Liberia, en las cuales hubo más de un candidato a la presidencia. Desde entonces, el Partido Whig Auténtico triunfaría siempre sin oposición alguna.

## Resultados
|  | 99.99 % |

|  | 0.01 % |